# 舞岡上郷線
舞岡上郷線（まいおかかみごうせん）は、神奈川県横浜市戸塚区舞岡町から横浜市栄区上郷町に至る全長約6km（5,970m）の都市計画道路。都市計画法に基づく名称は「横浜国際港都建設計画道路3・3・14号舞岡上郷線」である。

## 通過する自治体および交差する主な道路
- 横浜市
  - 戸塚区
  - 港南区
    - 横浜藤沢線
    - 神奈川県道21号横浜鎌倉線（鎌倉街道）
    - 環状3号

  - 栄区
    - 神奈川県道23号原宿六ツ浦線（環状4号）終点

## 上郷地区
横浜市港南区港南台八丁目の環状3号との交点から栄区上郷町の環状4号との交点に至る、延長830mの区間。正式には、市道港南台第297号線（旧路線名：市道光明寺第434号線）。
1985年（昭和60年）ごろ、松里総業および東急建設（以下、「事業者」とする）が横浜市に、この付近の市街化調整区域の開発についての相談を持ちかけた際に、市は事業者負担で舞岡上郷線を整備することを開発の条件とした。地元からは早期開通の要望が高かったため、市は事業者による整備を待たず、1990年（平成2年）に暫定2車線道路を開通させた。1996年（平成8年）に、県の条例改正により、1ha以上の市街化調整区域での宅地開発ができなくなり、開発計画は一旦ストップした。2002年（平成14年）の都市計画法改正により都市計画提案制度が創設され、2007年（平成19年）に事業者が開発の提案を行ったが翌年に否決された。暫定開通から20年が経過したが、供用開始の告示がなされず、仮設橋の帰属も未整理であった。橋梁の老朽化に加え、1993年（平成5年）に道路構造令が改正され設計自動車荷重が25トンとなったが、改正前の20トンを前提とした構造であった。このため、市では2010年度中に補修作業を行うとしている。